# إجراء شكلي (فلم)
إجراء شكلي (بالإيطالية: Una pura formalità) (بالفرنسية: Une pure formalité) فيلم إيطالي- فرنسي من نوع الدراما، والإثارة، والجريمة، لعام 1994، قصة وإخراج وسيناريو الإيطالى جيوزبي تورنتوري، وهو مخرج أفلام «أسطورة 1900 The Legend of» عام 1998، وأفضل عرض 2013، وسينما باراديسو 1988. من بطولة الممثل الفرنسي جيرارد ديبارديو في دور كاتب منعزل ورومان بولانسكي بدور محقق شرطة. يروي الفيلم قصة كاتب مشهور لم ينشر أي كتب جديدة لبعض الوقت وأصبح منعزلاً. عندما يتم القبض عليه ذات ليلة عاصفة، وهو دون أي هوية.

## الممثلون
- جيرارد ديبارديو: في دور الكاتب «أونوف»
- رومان بولانسكي: في دور المحقق
- سيرجيو روبيني:  ضابط البوليس الصغير
- نيكولا دي بينتو: الكابتن
- تانو سيماروزا: الخادم
- باولو لومباردي: المارشال
- ماريا روسا دي مادارياغا: بولا[5]

## أحداث الفيلم
تدور قصة الفيلم حول رجل عالق في فضاء بين الحياة والموت يحاول إدراك خطأه. هو «أونوف» الكاتب العظيم (يقوم بالدور ديبارديو) والذي يتجول في الغابة في ليلة ممطرة ويعثر عليه ضباط شرطة ويصطحبوه إلى مركز الشرطة لأنه لا يحمل وثيقة هوية، وهناك جريمة قتل حدثت بمنطقة مجاورة، فيتم استدعاء المحقق (يقوم بالدور رومان بولانسكي). المحقق هو من أشد المعجبين بالمؤلف «أونوف» ويحفظ مؤلفاته عن ظهر قلب! في نهاية المطاف يدرك المؤلف أنه فقد نفسه، وأن السنوات التي قضاها في السجن، والتي صنعها لنفسه، ليست سوى أنفاس بعيدة عن الحياة والسعادة فقط يتنفس! والكاتب ذو شهرة كبيرة ولكنه فقد ذاته وبحث عن الانتحار. يقول «أونوف» «إن المؤلفين لا يكتبوا عن شيء يحبونه ولكنهم يكتبوا لانهم ليس لديهم شيء آخر يفعلونه»، ويدرك أن العوالم التي اختلقها لنفسه لا تنقذه من الشعور بالوحدة! وعندما يجد نفسه في النهاية ويفهم معنى الحياة، لا يكون لديه خيار سوى الندم على ما فعله. يحاول في اللحظة الأخيرة أن يعبر عن مشاعره للمرأة التي يحبها، لكنه بعيد عن الحياة لدرجة أن صوته لا يملك القدرة على عبور خطوط الهاتف فيستمر في محادثتها وهي لا تسمعه. يطور الفيلم مواضيع الكتابة والخلط بين الحلم والواقع والإعجاب الفني والموت. والفيلم يستكشف ظاهرة الذاكرة في جسد بطل الرواية، ظاهرة قريبة من التشويش الذهني، الذي اشتق منه اسم البطل «أونوف» أي بالإنجليزية «تشغيل – إيقاف».

## الإنتاج
صُوّر الفيلم في قرية «سانتو ستيفانو دي سيسانيو» وهي ضمن مقاطعة لاكويلا في إقليم أبروتسو الإيطالي، وبالتحديد في غابة «كامبو إمبراتور» على الحدود مع روكا كالاسسيو، وفي منازلها المصنوعة من القش.

## الموسيقى
الموسيقى في أغلب مشاهد الفيلم وفي نهايته من تأليف الموسيقى الموسيقار إنيو موريكوني، ويشترك معه ابنه «أندريا موريكوني»، أما أغنية آخر الفيلم فقد كتب كلماتها المخرج «جيوزبي تورنتوري» وغناها بطل الفيلم «جيرارد ديبارديو» وعنوانها «تذكر» غناها بالفرنسية ولها نسخة إيطالية أيضا.

## استقبال الفيلم
تم ترشيح الفيلم لجائزة السعفة الذهبية في مهرجان كان 1994، وحصل «أندريا كريسانتي» مصمم الإنتاج على جائزة، وحسب النقاد أن الفيلم يسجل قصة الغموض الذي يغلف تفكير الإنسان في المقارنة بين الحياة والموت كما في أفلام «الحاسة السادسة» للمخرج أم. نايت شيامالان وبطولة «بروس ويليز» 1999 وفيلم «الآخرون» للمخرج«ألياندرو امينابر» وبطولة «نيكول كيدمان» 2001.

## وصلات خارجية
- مقالات تستعمل روابط فنية بلا صلة مع ويكي بيانات